# Кантон (Оклахома)
Кантон (енгл. Canton) град је у америчкој савезној држави Оклахома.

## Демографија
По попису из 2010. године број становника је 625, што је 7 (1,1%) становника више него 2000. године.
| Група             | 2000.       | 2010.       |
| Белци             | 510 (82,5%) | 439 (70,2%) |
| Афроамериканци    | 0 (0,0%)    | 0 (0,0%)    |
| Азијати           | 0 (0,0%)    | 1 (0,2%)    |
| Хиспаноамериканци | 28 (4,5%)   | 45 (7,2%)   |
| Укупно            | 618         | 625         |